# Попова Олена Володимирівна
Попова Олена Володимирівна (рос. Алёна Владимировна Попова; народилася 15 лютого 1983 року) — російська правозахисниця, відома своєю цифровою кампанією проти домашнього насильства в Росії, а також як одна із засновниць, разом з Олександрою Мітрошиною, флешмобу в соціальних мережах з гаслом «Я не хотіла вмирати» (#ЯНеХотелаУмирать). 

## Біографія
Альона Попова народилася в Єкатеринбурзі 15 лютого 1983 року , згодом оселилася в Новосибірську, де жила до 1999 року, а в 2000 році переїхала до Москви. Розпочала журналістську кар'єру в 1998 році, ведучи проекти регіонального радіомовлення в Єкатеринбурзі. З 2001 по 2003 рік працювала парламентським кореспондентом інформаційного агентства «Глобус», висвітлюючи роботу Державної Думи і Ради Федерації. 
Попова отримала юридичну освіту в Московському державному юридичному університеті ім. О.О. Кутафіна, а в 2005 році — ступінь з журналістики в Московському державному університеті ім. М.В. Ломоносова. 
У 2008 році заснувала і стала генеральним директором проекту VideoSnack, який надає відеоконтент для мобільних пристроїв в Росії, Італії, Франції, США і Канаді. У 2011 році одночасно запустила два проекти, орієнтованих на підприємництво: Startup Poster (Rusbase), що підтримує ринок венчурних проектів та інвестицій в Росії, і Startup Women, спрямований на розвиток жіночого ІТ-підприємництва в Росії. 
У 2010 році Попова почала займатися волонтерством. Після участі в гасінні пожеж в Московській області та в Сибіру вона заснувала волонтерську організацію «Громадянський корпус», яка займається ліквідацією наслідків стихійних лих. 
Зосередившись на проблемах домашнього насильства, у 2016 році запустила проект «Ти не одна», спрямований на захист прав жінок та боротьбу з домашнім насильством. Пізніше вона почала тролити прокремлівських політиків, закидаючи поштові скриньки депутатів фотографіями побитих жінок разом з довгими друкованими списками з їхніми іменами. За словами Попової та за офіційними даними, від домашнього насильства в Росії щороку гине щонайменше 12 000 жінок. Тим не менш, у лютому 2018 року президент Росії Володимир Путін пом'якшив законодавство щодо домашнього насильства, що полегшило кривдникам завдання шкоди жінкам. 
3 квітня 2018 року російський уряд відмовився дозволити акцію протесту проти сексуальних домагань. За словами Попової, міська влада повідомила організаторам, що запланована демонстрація не може бути проведена, оскільки приблизно на той самий час на Манежній площі вже запланований інший публічний захід. Спочатку мітинг був запланований на 29 березня, але був перенесений через пожежу в торговому центрі в Кемерово, в результаті якої загинули 64 людини. 12 квітня вона була заарештована за мітинг і за заклик до відставки Леоніда Слуцького з Державної Думи. Суд оштрафував її на 20 000 рублів за порушення закону про протести.
Політичні устремління Попової почали зароджуватися, коли вона займалася волонтерством, благодійністю та активізмом: вона була висунута партією «Справедлива Росія» до Державної Думи 6-го скликання і була зареєстрована. Пізніше безуспішно балотувалася на виборах мера Москви в 2013 році від партії «Громадянська сила», оскільки їй було відмовлено в реєстрації. У 2014 році балотувалася на виборах до Московської міської думи 6-го скликання і була зареєстрована. 
Восени 2018 року Попова запустила проект «Етика і технології», метою якого є розробка розумних меж і методів використання технологій, щоб вони служили суспільству і не завдавали шкоди. Стурбована порушенням права на приватність, 7 жовтня 2019 року Попова подала позов проти уряду Москви за порушення прав на приватність шляхом використання камер розпізнавання осіб для ідентифікації антикремлівських протестувальників. Слухання було призначено на 21 жовтня. 3 березня 2020 року суд постановив, що такі дії не порушують права на приватне життя. 
Попова приєдналася до партії «Яблуко» і у вересні 2021 року знову балотувалася на виборах до Державної думи на платформі посилення законів про домашнє насильство. Її балотування по Преображенському виборчому округу було невдалим, оскільки вона отримала 6,92% голосів виборців. Вона продовжує виступати за те, щоб жінки балотувалися на політичні посади з метою вирішення актуальних проблем в Росії. 
6 жовтня 2022 року міністерство юстиції Росії додало Попову до реєстру фізосіб-іноагентів. 